# ニュージャージー (戦艦)
|          |                                   |                                   |                                   |
| 艦歴     |                                   |                                   |                                   |
| 起工     | 1940年9月16日                     | 1940年9月16日                     | 1940年9月16日                     |
| 進水     | 1942年12月7日                     | 1942年12月7日                     | 1942年12月7日                     |
| 就役     | 1943年5月23日                     | 1943年5月23日                     | 1943年5月23日                     |
| 退役     | 1991年2月8日                      | 1991年2月8日                      | 1991年2月8日                      |
| その後   | 博物館として公開                  | 博物館として公開                  | 博物館として公開                  |
| 性能諸元 |                                   |                                   |                                   |
| 排水量   | 基準：48,500トン 満載：57,271トン | 基準：48,500トン 満載：57,271トン | 基準：48,500トン 満載：57,271トン |
| 全長     | 271m                              | 271m                              | 271m                              |
| 全幅     | 33m                               | 33m                               | 33m                               |
| 吃水     | 11.6m                             | 11.6m                             | 11.6m                             |
| 最大速   | 33ノット                          | 33ノット                          | 33ノット                          |
| 乗員     | 士官・兵員：1,921名               | 士官・兵員：1,921名               | 士官・兵員：1,921名               |
| 兵装     | 1944                              | 50口径40.6cm砲                    | 9門                               |
| 兵装     | 1944                              | 38口径12.7cm砲                    | 20門                              |
| 兵装     | 1944                              | 56口径40mm対空砲                  | 80門                              |
| 兵装     | 1944                              | 70口径20mm対空砲                  | 49門                              |
| 兵装     | 1968                              | 50口径40.6cm砲                    | 9門                               |
| 兵装     | 1968                              | 38口径12.7cm砲                    | 20門                              |
| 兵装     | 1983                              | 50口径40.6cm砲                    | 9門                               |
| 兵装     | 1983                              | 38口径12.7cm砲                    | 12門                              |
| 兵装     | 1983                              | トマホークSLCM                    | 32発                              |
| 兵装     | 1983                              | ハープーンSSM                     | 16発                              |
| 兵装     | 1983                              | ファランクスCIWS                  | 4基                               |

ニュージャージー (英語: USS New Jersey, BB-62) は、アメリカ海軍の戦艦。アイオワ級戦艦の2番艦。艦名はアメリカ合衆国3番目の州に因む。その名を持つ艦としてはバージニア級戦艦のニュージャージー (USS New Jersey (BB-16)) に続いて二隻目にあたる。
ニュージャージーなどアメリカ海軍の新世代の高速戦艦は、海軍拡張法（ヴィンソン案）によって建造が承認された。本艦は1940年（昭和15年）9月16日にフィラデルフィア海軍造船所で起工された。「ビッグ J（Big J）」（もしくはブラックドラゴン（The Black Dragon））の愛称で呼ばれたニュージャージーは、太平洋戦争突入から約1年が経過しようとする1942年12月7日に、キャロリン・エジソン（ニュージャージー知事チャールズ・エジソン夫人）によって命名、進水した。1943年5月23日に初代艦長カール・F・ホールデン大佐の指揮下就役した。

## 艦歴

### 第二次世界大戦
ニュージャージーはカリブ海と西大西洋で整調訓練を行い、1944年1月7日にパナマ運河を通過、エリス諸島のフナフティ島へ向かった。1月22日に到着し第5艦隊に加わった。3日後に第58.2任務部隊に配属されマーシャル諸島への攻撃に向かう。1月29日から2月2日までクェゼリン環礁およびエニウェトク環礁へ航空攻撃を行う空母部隊の護衛を行った。
ニュージャージーは2月4日にマジュロでレイモンド・スプルーアンス提督率いる第5艦隊の旗艦となった。旗艦としての最初の戦闘は、僚艦と共に参加した、トラック島の日本艦隊に対する航空攻撃及び砲撃であった。この砲撃はクェゼリン環礁に対する攻撃で調整され、日本海軍のマーシャル諸島に対する反撃への効果的な抑制となった。2月17日、18日に機動部隊は2隻の日本軍軽巡洋艦、4隻の駆逐艦、3隻の武装商船、2隻の潜水艦母艦、武装トロール船、航空機輸送船、23隻の補助艦艇を破壊した。ニュージャージーはトロール船を破壊し、敵機を撃墜すると共に僚艦と協力して駆逐艦舞風を撃沈した。機動部隊は2月19日にマーシャル諸島に帰還した。
3月17日から4月10日の間にニュージャージーはミッチャー少将座乗の旗艦レキシントン（USS Lexington, CV-16）とともにミリ環礁への攻撃を行い、その後第58.2任務部隊に再び加わりパラオを攻撃、ウォレアイへ艦砲射撃を行った。マジュロへの帰路にスプルーアンス提督は旗艦をインディアナポリス（USS Indianapolis, CA-35）に変更した。
その後4月13日から5月4日までマジュロで作戦活動を行った。4月22日にはアイタペ島、ニューギニア島のフンボルト湾、タナメラ湾へ航空支援を行う空母の護衛を行い、29日、30日にはトラック島に対して艦砲射撃を実施した。トラック島では2機の日本軍雷撃機を僚艦と共に撃墜している。5月1日にポナペに対して行われたニュージャージーの16インチ砲による砲撃は燃料タンク、飛行場と司令部を破壊した。
マリアナ諸島攻略に先立って行われたマーシャル諸島攻撃の後、ニュージャージーは6月6日にミッチャー提督の機動部隊に加わった。6月12日に敵雷撃機を1機撃墜し、続く二日間で6月15日の攻撃に先立つ砲撃をサイパンとテニアンに対して行った。
マリアナ諸島攻略に対して日本軍は反撃を行った。スプルーアンス提督の機動部隊はミッチャー提督の部隊と合流し、アメリカ軍潜水艦は日本艦隊を追跡した。ニュージャージーは6月19日に空母部隊の護衛に出航し、同日アメリカ軍部隊は日本軍との大規模な戦闘を行った。日本軍機のパイロットは練度の劣る者が多数だったのに対し、アメリカ軍パイロットは熟練しており、日本軍はその航空戦力の大半を失う結果となる。これは後に「マリアナの射的遊び（Marianas Turkey Shoot）」と揶揄された。この戦闘でニュージャージーはその対空砲火の威力を証明した。日本軍は400機以上を失ったのに対して、アメリカ軍の損害は17機にすぎなかった。
マリアナ諸島攻略においてニュージャージーはグアム島とパラオに対して最終攻撃を行い、8月9日に真珠湾に到着する。真珠湾で第3艦隊旗艦任務に就き、8月24日にハルゼー提督は提督旗を掲揚した。8月30日に真珠湾を出航し、その後ウルシー泊地を拠点として作戦活動に従事した。太平洋戦争も終盤の時期に高速機動部隊はフィリピン、沖縄、台湾に再三の攻撃を行った。
9月になると攻撃目標はフィリピンのマニラ、カヴィテ州、パナイ島、ネグロス島、レイテ島、セブ島といったヴィサヤ諸島となり、10月初めには沖縄、台湾の航空基地に攻撃が行われた。これは10月20日のレイテ島上陸に先だって行われたものであった。
レイテ島における戦いでは日本軍は絶望的な特攻を繰り返した。レイテ沖海戦でハルゼー提督の艦隊は上陸支援のための欺瞞行動を行った。これは日本艦隊の主力がサンベルナルジノ海峡を通過するのを許すこととなった。10月24日のシブヤン海海戦では機動部隊艦載機が武蔵を撃沈している。ニュージャージーは主力部隊への脅威が増大するとその対応のため南に移動した。
ニュージャージーはルソン島攻撃に向かう高速空母部隊とサンベルナルジノ海峡付近で1944年10月27日再合流した。その2日後、部隊は特攻攻撃に遭遇する。艦からの対空砲火および艦載機部隊の攻撃で特攻機に反撃したが、戦闘中にニュージャージーはイントレピッド（USS Intrepid, CV-11）の機銃弾が直撃し3名の乗員が負傷した。11月25日にも同様の攻撃があり3機の特攻機が艦隊に突入した。1機はハンコック（USS Hancock, CV-19）の直上で爆発し、破片が軽度の損傷を与えた。もう2機はイントレピッドに突入し、1機はニュージャージーの砲手が撃墜したがもう1機は突入に成功し士官6名と兵員5名が死亡した。ニュージャージーはカボット（USS Cabot, CVL-28）に突入しようとした特攻機も撃墜したが、もう1機がカボットの左舷に激突、カボットは大きく損傷し62名が死傷した。
12月にニュージャージーは空母レキシントン任務グループと行動を共にした。同部隊は12月14日から16日までルソン島を攻撃した。その後巨大な台風に遭遇、3隻の駆逐艦が沈没したがニュージャージーは熟練した乗組員によって損害を受けることはなかった。12月24日にウルシー泊地に帰還し、チェスター・ニミッツ海軍元帥によって出迎えられた。
ニュージャージーは1944年12月30日から1945年1月25日までハルゼー提督の旗艦として巡航を行い、台湾、沖縄、ルソン島、インドシナ、香港、汕頭、廈門で空母部隊を護衛した。1月27日にウルシー泊地で旗艦任務を解かれるが、2日後に第7戦艦部隊を指揮するオスカー・バジャー少将の旗艦として再任命される。
硫黄島攻撃を支援し、ニュージャージーはエセックス任務グループを2月19日から21日まで護衛した。また、25日に行われた航空機工場を目的とした東京攻撃の際も空母護衛を行った。続く2日間にわたって沖縄に対する空襲が行われた。
ニュージャージーは3月14日から4月16日まで沖縄占領の直接支援を行った。空母部隊の本州攻撃を支援し、艦載機による不時着パイロットの救助、特攻機の空母突入への防御を実施した。ニュージャージーは少なくとも3機を撃墜し、僚艦と共同して敵機を破壊した。3月24日に再び艦砲射撃任務を再開する。
終戦直前にニュージャージーはピュージェット・サウンド海軍工廠でオーバーホールを行った。その後7月4日に出航、サンペドロ、真珠湾、エニウェトクを経由してグアムに向かい、グアムで8月14日に再びスプルーアンス提督指揮下の第5艦隊旗艦となった。マニラと沖縄に短期間停泊した後9月17日に東京湾に入り、1946年1月28日まで日本占領軍の旗艦を務める。その後旗艦任務をアイオワ（USS Iowa, BB-61）と交代し、1,000名近くの復員兵を乗せ2月10日にサンフランシスコに到着した。
ピュージェット・サウンドでのオーバーホールと西海岸での活動の後、ニュージャージーは再び大西洋を横断しニュージャージー州ベイヨンで1947年5月23日に就役4周年記念式を行った。これにはニュージャージー州知事アルフレッド・E・ドリスコルや前知事のウォルター・E・エッジなど多くの高官が出席した。
6月7日から8月26日の間にニュージャージーは第二次世界大戦終結後初めての北ヨーロッパ水域を巡航する練習艦隊を形成した。2,000名以上の海軍士官学校生と海軍予備役士官を乗せ、リチャード・L・コノリー提督の指揮下艦隊は東大西洋および地中海を巡航した。6月23日にスコットランドのロシスで艦隊旗艦を命ぜられる。ニュージャージーはオスロ及びポーツマスでの公式歓迎会の会場となり、オスロではノルウェー国王ホーコン7世が7月2日に閲兵を行っている。練習艦隊は7月18日にカリブ海、西大西洋で訓練のため西に向かった。
ハーバー・H・マクレーン少将指揮下の第1戦艦部隊旗艦任務に9月12日から10月18日までニューヨークで従事した後、ニュージャージーはニューヨーク海軍造船所で不活性化された。1948年6月30日にベイヨンで予備役となり、ニューヨークの大西洋予備役艦隊入りした。

### 朝鮮戦争
ニュージャージーは1950年11月21日、ベイヨンでデヴィッド・M・タイリー艦長の指揮下再就役を果たした。朝鮮戦争参加に備えてカリブ海で慣熟訓練を行い、1951年4月16日にノーフォークを出港した。5月17日に朝鮮半島沖に到着し、第7艦隊指揮官のハロルド・M・マーティン中将は続く六ヶ月間ニュージャージーを旗艦として使用した。
ニュージャージーは5月20日に元山への砲撃を行った。朝鮮戦争での2度の任務期間に、再三にわたって海上移動砲台の役割を果たした。ニュージャージーは地上砲が及ばないほどの重砲撃を、速やかに移動しつつ目標から別の目標へと行い、敵補給基地や連絡路、拠点を破壊し国連軍の直接あるいは間接支援を果たした。また同時に、求めに応じて空母の護衛も行った。ニュージャージーが朝鮮戦争で唯一被弾したのは、元山で空母の護衛任務を行っていたときであった。沿岸に接近しすぎたため海岸砲台から砲撃を受け第1砲塔に着弾、兵士が1名死亡した。これが朝鮮戦争で唯一の、ニュージャージー乗組員における戦死者であった。
5月23日から27日および31日、ニュージャージーは襄陽郡および杆城へ砲撃を行い、橋と三つの大きな弾薬庫を破壊した。偵察機は杆城で鉄道施設と車両の破壊、襄陽の放棄を確認した。5月24日、不時着した飛行士を探索していたニュージャージーの艦載ヘリコプターが燃料切れのため墜落した。操縦士は友軍勢力地へたどり着き、無事帰還することができた。
太平洋艦隊最高司令官アーサー・W・ラドフォード提督と極東艦隊司令官C・ターナー・ジョイ中将を乗艦させたニュージャージーは6月4日に元山を砲撃した。2日後、杆城で敵の砲兵連隊およびトラック部隊を砲撃し、第7艦隊の艦載機が砲撃の成果を確認した。7月28日に元山沖で海岸砲台に対して砲撃した。接近しすぎたため若干の反撃を受けるが、ニュージャージーは正確な砲撃で砲台を破壊し、敵を沈黙させた。
1953年5月23日に就役10周年記念式が仁川で行われ李承晩大統領夫妻、マクスウェル・D・テイラー中将および他の高官が乗船した。2日後 Chinampo 西海岸の港湾防衛施設に砲撃を加えるため任務に戻った。
5月27日から29日まで元山で攻撃を受けるが、5インチ砲の砲撃で敵を沈黙させた。また、16インチ主砲により5つの砲台と4門の洞穴砲を破壊した。加えて炎上する燃料庫または弾薬庫に対して砲撃を行った。
ニュージャージーは6月7日に固城郡付近の部隊支援という重要任務に戻った。最初の砲撃で2つの砲台、観測所、塹壕を破壊し、その後一層の援助が要請された。6月24日には元山に対し1日にわたる砲撃を行い、3つの洞穴に8発の直撃弾を与え、1つを崩壊させ、4つを使用不能とした。翌日固城の部隊支援に戻り7月10日まで砲撃を行った。
7月11日、12日にニュージャージーは元山に対し朝鮮戦争で最も激しい砲撃の一つを行った。初日は9時間に渡って行われ、2日目は7時間であった。砲撃により Hodo Pando および朝鮮本土の敵砲台と燃料庫が破壊され、少なくとも10門の沿岸砲と多くの洞穴およびトンネルが破壊された。7月13日には Kojo のレーダー施設と橋を破壊し、22日から24日まで東海岸を砲撃、固城付近の韓国軍を支援した。この3日間の砲撃は最も正確に行われた。敵司令部のあった大きな洞穴は破壊され、1ヶ月にわたった国連軍の努力は終了した。多くの燃料庫、砲台、観測所、塹壕などが破壊された。
7月25日の早朝にニュージャージーは興南の沿岸砲台、橋、石油タンク、通信施設及び鉄道施設に対して砲撃を行った。午後には北へ移動し、Tanchonの鉄道路線及びトンネルに向けて砲撃を行い、夜間に沿岸を走る列車を破壊しようと試みた。主砲は2本のトンネルに向けて発射されたが、暗闇のため6門の主砲斉射の結果を知ることはできなかった。
翌日の元山砲撃がニュージャージーの朝鮮戦争における最後の任務であった。この砲撃で敵の野砲、燃料庫、洞穴及び塹壕を破壊した。2日後に休戦が知らされ、香港への7日間の訪問でこれを祝った。香港には8月20日に停泊し、その後日本及び台湾近海での作戦活動に従事した。この間に釜山を訪問し、釜山では9月16日に李承晩大統領が第七艦隊に殊勲部隊章を授与するため乗艦した。
10月14日に横須賀でウィスコンシンと旗艦任務を交代し、ニュージャージーは翌日帰路についた。ノーフォークには11月14日到着した。続く2年にわたって、夏に海軍兵学校生の訓練のため大西洋を横断し、その後は大西洋岸とカリブ海で演習と訓練任務を行った。
ニュージャージーは1955年9月7日にノーフォークを出港し第6艦隊での初の任務を地中海で行った。ニュージャージーはジブラルタル、バレンシア、カンヌ、イスタンブール、クレタ島、バルセロナに寄港した。その後春の訓練活動のため1956年1月7日にノーフォークに帰還した。その夏、海軍兵学校生を乗艦させ北ヨーロッパに訓練航海し、7月31日にアナポリスに戻った。ニュージャージーは8月27日に第2艦隊指揮官チャールズ・ウェルボーンJr.海軍中将の旗艦としてヨーロッパへ再び出航した。リスボンを訪問、スコットランドからNATOの練習に参加し、ノルウェーに公式訪問しオーラヴ王太子をゲストとして受け入れた。ニュージャージーはノーフォークに10月15日に帰還し、12月14日にニューヨーク海軍造船所に到着、不活性化を行った。1957年8月21日に予備役となりベイヨンで予備役艦隊入りした。

### ベトナム戦争
ニュージャージーの3度目の就役は1968年4月6日のフィラデルフィア海軍造船所で、J・エドワード・スナイダー艦長の指揮のもと行われた。ニュージャージーはエレクトロニクスの近代化とヘリコプターの着艦機構が増設され、40mm機銃は全て撤去、重砲撃艦として使用されることとなった。ニュージャージーの16インチ砲は遠距離の安全な位置から敵に大きな打撃を与えることが期待された。
ニュージャージーは世界で唯一現役任務にある戦艦として5月16日にフィラデルフィアを出港、パナマ運河を通過してあらたな母港のロングビーチに6月11日に到着した。南カリフォルニアで訓練を行った後、7月24日に給兵艦マウント・カトマイ(USS Mount Katmai, AE-16)からハイラインとヘリコプターによる輸送で16インチ砲弾と装薬を受領した。これは初のヘリコプターによる戦艦の海上補給であった。
ロングビーチを9月3日に出航したニュージャージーは真珠湾とスービック湾に立ち寄り、9月25日に最初の砲撃任務のためベトナム沖に到着した。

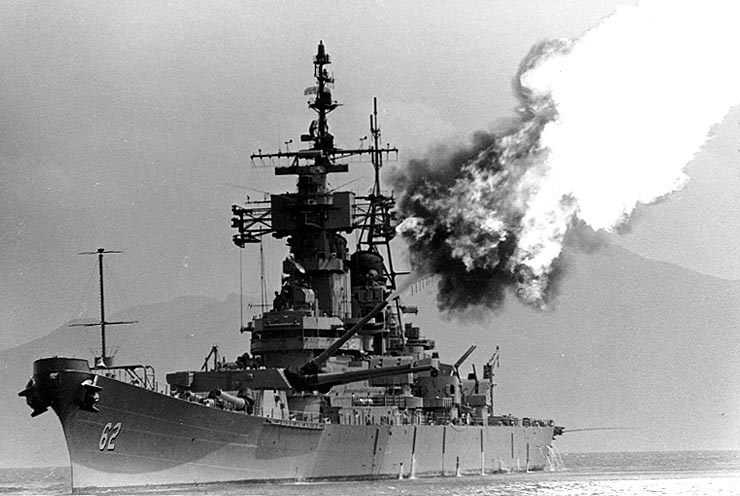
ベトナム沖合で砲撃を行うニュージャージー

9月30日に北緯17度線付近に達し、非武装地帯(DMZ)の北ベトナム軍拠点に対して砲撃を行った。その砲撃で2つの野砲陣地と2つの補給地を破壊した。翌日も砲撃は続けられ、対空砲火により海上に脱出した航空機の乗組員も救出している。
続く6ヶ月にわたってニュージャージーはベトナム沖で定期的な艦砲射撃と火力支援を行い、時折スービック湾を訪れ、海上で補給を行った。最初の2ヶ月で10,000発に及ぶ砲弾を北ベトナムに撃ち込み、このうち3,000発以上が16インチ主砲弾であった。
1969年にベトナムでの任務は終了したが、ニュージャージーは16インチ主砲を116,000回以上、5インチ砲を100万回以上発射した。これは第二次世界大戦以来最も激しい海軍艦艇による艦砲射撃である。
ベトナムでの任務が終わるとニュージャージーは1969年4月3日にスービック湾を出航、日本へ向かった。2日後横須賀に到着し4月9日に帰国の途につく。しかしながらその帰国は遅れ、帰路の途中にあった15日に日本海で北朝鮮のジェット戦闘機が非武装の EC-121 コンステレーション電子偵察機を撃墜し乗員全てが死亡、空母機動部隊が組織され日本海に派遣された。ニュージャージーも日本海への急行を命じられ、再び日本へ向かった。22日に再び横須賀に到着し動員態勢のまま待機した。
緊張が緩和するとニュージャージーは中断された帰途に再び戻った。1969年5月1日にロングビーチに到着し、ニュージャージーは8ヶ月ぶりに母港に錨を降ろした。夏を通じて乗組員達は次の任務に備えて準備を行った。また、ベトナムでの砲撃任務時に発見された不具合も改善された。公式報告によればニュージャージーの退役は経済的理由によるものとされるが、ニュージャージーがベトナムへの砲撃を中止しなければパリ和平会談に出席しないと南ベトナム解放民族戦線が主張したため、退役させられたと信じる見方もある。1969年8月22日に国防長官は不活性化される艦のリストを公表した。そのリストの一番上にニュージャージーの名前があった。5日後にスナイダー艦長はロバート・C・ペニストン艦長と交代した。
予備役艦隊入りするという任務のため、ペニストン艦長と乗組員は準備を行った。ニュージャージーは9月6日にロングビーチを出港しピュージェット・サウンド海軍工廠に向かった。8日に到着し、退役のための不活性化オーバーホールを始めた。1969年12月17日にニュージャージーは予備役となり、不活性化の上予備役艦隊入りした。予備役入りに臨み、艦長からは本艦に向けて次の言葉が贈られた。「よく休め。ただし眠りは浅く。そして、呼ぶ声を聞いたならば、自由のために火力を提供せよ」。

### レバノン内戦

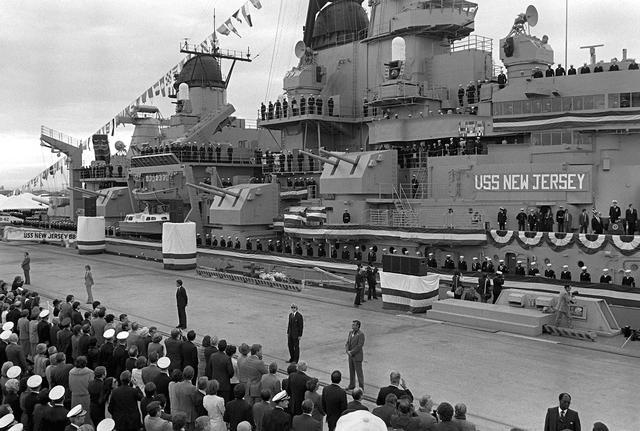
再就役式でスピーチを行うレーガン大統領

ニュージャージーは1982年12月28日にカリフォルニア州ロングビーチで4度目の再就役を行った。レーガン大統領の「600隻艦隊構想」でニュージャージーは姉妹艦と共に16発のハープーン対艦ミサイルや32発のトマホーク巡航ミサイルなどで近代化が行われた。
翌1983年7月にはニカラグア封鎖作戦に参加した。その後レバノン内戦が激化すると、アメリカ合衆国の権益を守るために海兵隊が出動し、アメリカ国籍の船舶保護のため海軍は展開した。9月19日、アメリカ軍基地が攻撃されると巡洋艦ヴァージニア（USS Virginia, CGN-38）と駆逐艦ジョン・ロジャース（USS John Rodgers, DD-983）は搭載する5インチ砲による338発の砲撃をベイルート東方、シューフ山地のサグ・エル・ガルブ村を守るレバノン軍に対して行った。これはアメリカ合衆国の政策の変化を示した物であった。また9月25日にニュージャージーはベイルート沖に停泊した。
11月28日にアメリカ政府はニュージャージーが、乗員は交替するもののベイルート沖に停泊を続けることを発表した。12月14日にニュージャージーはベイルートのシリア軍対空陣地に向けて11発の主砲を発射した。これはニュージャージーが1969年にベトナムで発射して以来初めての16インチ砲の発射であった。

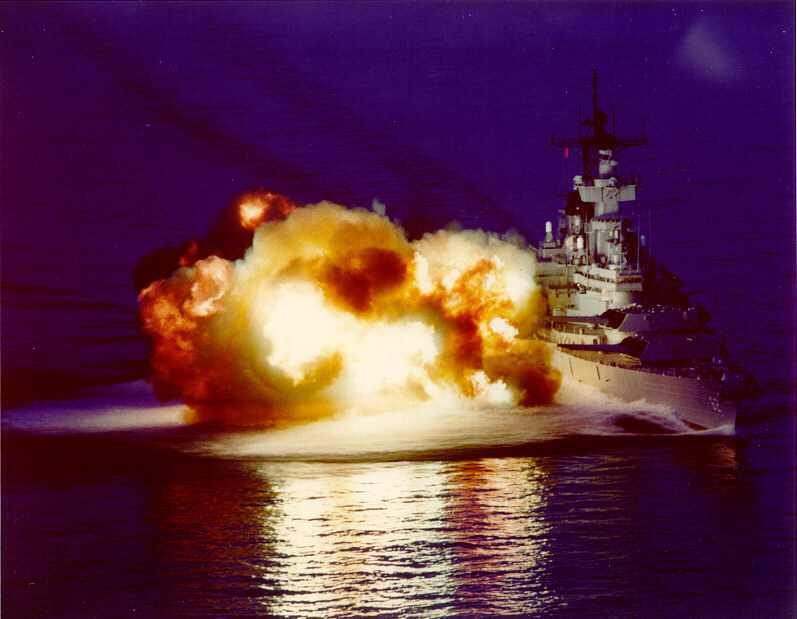
主砲を斉射するニュージャージー

1984年2月8日にニュージャージーはドゥルーズ派およびベッカー高原のシリア軍陣地に対し約300発の主砲を発射した。このうちおよそ30発がシリア軍司令部を直撃し、レバノンのシリア軍司令官及びシリア軍高官を殺害した。これは朝鮮戦争以来最も激しい戦艦による艦砲射撃であった。
1986年8月24日には佐世保市に来航している。これはトマホーク・ミサイル搭載艦の初来日ということで、多数のデモ船や取材機に取り囲まれての入港であった。
1990年代始めにソ連が崩壊、冷戦が終結すると国防予算の徹底的な削減が行われることとなった。運用に多くの乗員を必要とする戦艦は真っ先に予備役の対象となり、ニュージャージーはロングビーチ海軍補給基地で1991年2月8日に予備役となり、ワシントン州ブレマートンに牽引された。
1996年の国防認可法は海軍に対し二隻の戦艦をモスボール化の上、海兵隊の揚陸作戦にいつでも使用できるように予備役艦隊で保管することを要求した。アイオワは2番砲塔の爆発事故でニュージャージーより悪い状態にあったが、海軍はニュージャージーをモスボール化することを決定した。ニュージャージーの補修コストはアイオワを補修するよりも少なくすむと考えられたが、1999年のストローム・サーモンド国防認可法はアイオワを稼働体制に置くことを要求した。さらに海軍はニュージャージーを博物館として寄贈する準備を進めていた。ニュージャージーはニュージャージー州カムデンが入手し、博物館として公開されることとなった。
1999年9月12日にニュージャージーはタグボート、シー・ヴィクトリーによってブレマートンからフィラデルフィアまで牽引され、11月11日に到着した。2000年1月20日、海軍長官リチャード・ダンチヒはニュージャージがカムデンのホーム・ポート・アライアンスに寄贈され博物館として公開されると発表した。現在ニュージャージーは博物館及びメモリアルとして公開される。博物館は2001年10月に一般に公開された。

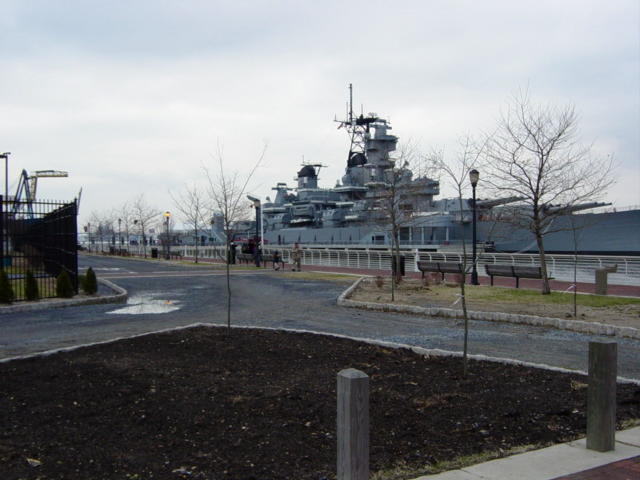
カムデンで博物館として公開されるニュージャージー

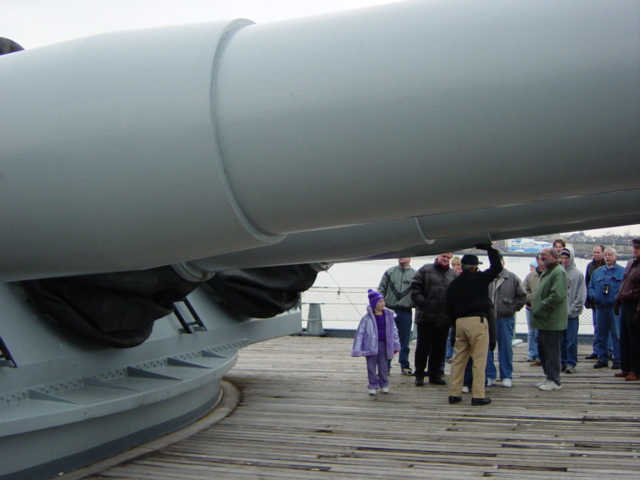
16インチ砲

2001年9月11日の同時多発テロの後、海軍長官は海軍旗をニュージャージーに残すように命じた。
ニュージャージーは第二次世界大戦の戦功により9つの、朝鮮戦争の戦功により4つの従軍星章を、またベトナム戦争の戦功により2つの従軍星章と海軍部隊栄誉章を受章した。